# Oliva
|  | Per altres significats, vegeu oliva (desambiguació) i olives (desambiguació) |

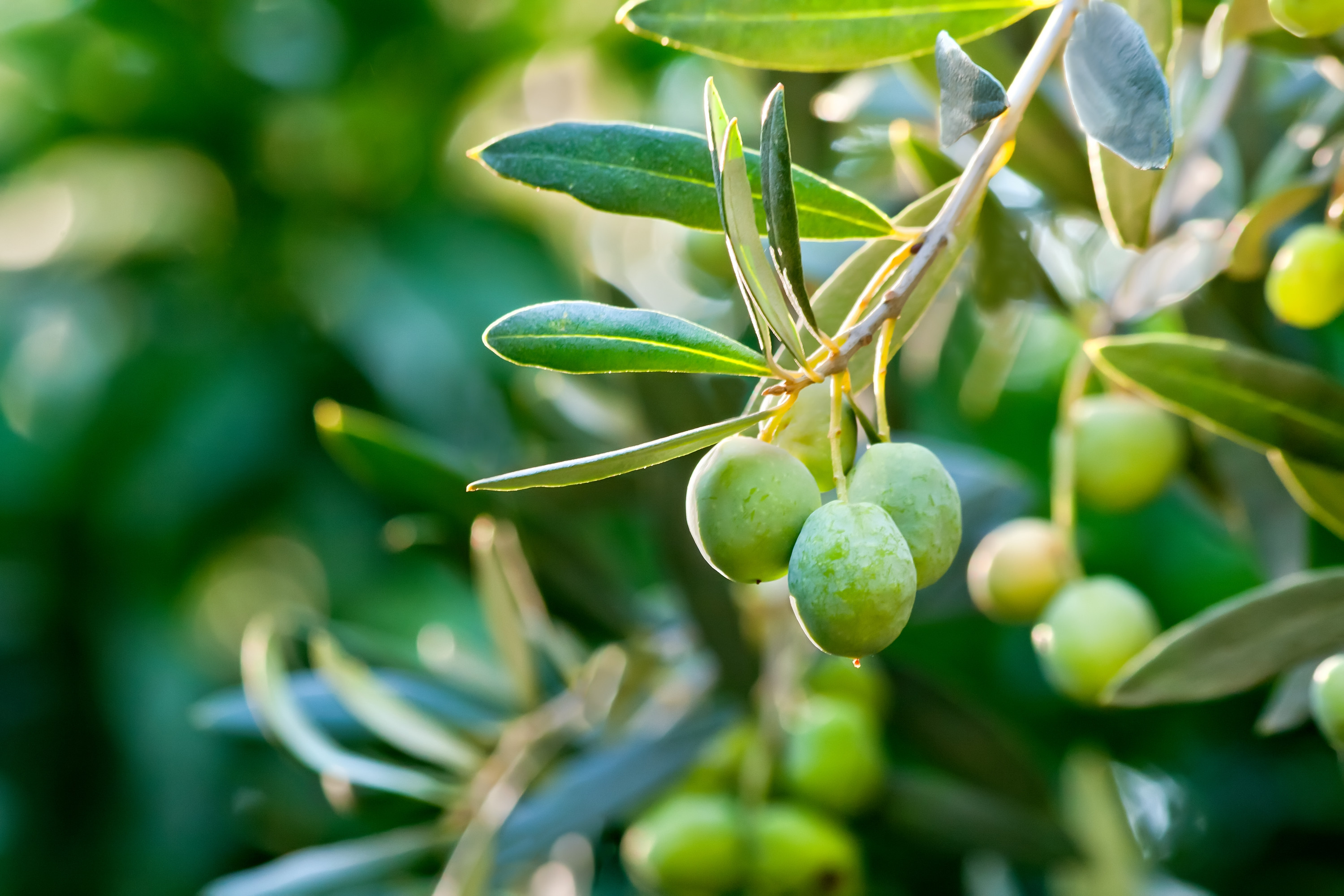
Fruit de l'olivera, Oliva verda

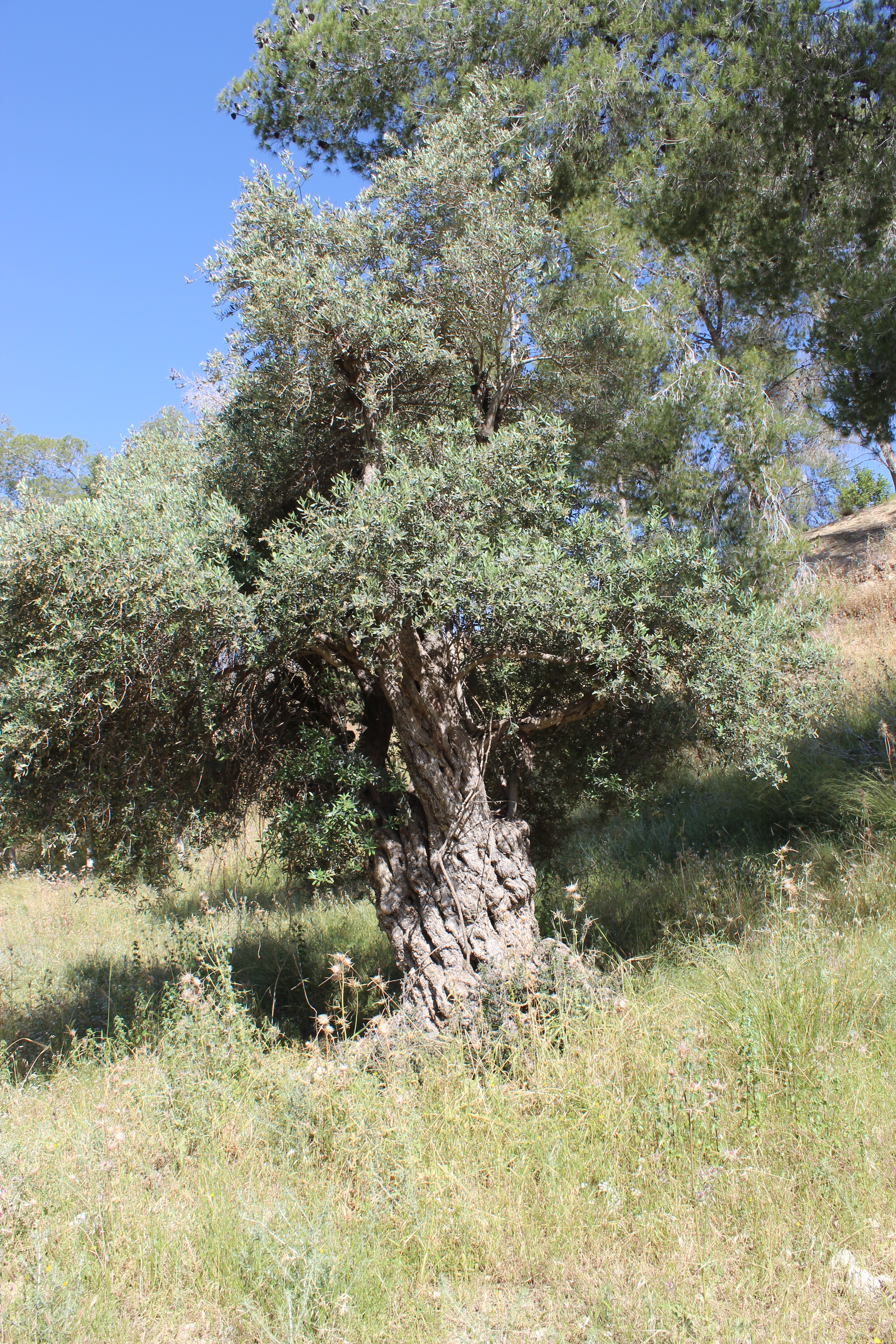
Olivera

L'oliva és el fruit de l'olivera (Olea europaea L., família Oleaceae). La regió mediterrània és la principal àrea de cultiu d'oliveres, sent un 98% de les plantacions en el món. La seva collita es pot dur a terme en etapa verda (oliva verda), o es deixa madurar (oliva negra). L'oliva es pot consumir com a oli d'oliva (90% de la producció anual) o com a oliva de taula. La mida de les olives és variable segons el cultiu, la càrrega de fruita, la fertilitat del sòl, l'aigua de la qual es disposa i les pràctiques culturals.

## Etimologia
La paraula "olivera", del llatí olivaria, mateix significat i "oliva" del llatí oliva, mateix significat. Del grec ἐλαία elaia "olivera, oliva", probablement de la mateixa llengua egea (potser cretenca) com armeni ewi "oli”.
La paraula "oli" significava originalment "oli d'oliva", de ŏlĕum. En diversos idiomes la paraula "oli" deriva del nom d'aquest arbre i del seu fruit.

## Descripció
Les oliveres produeixen petites flors de color crema a finals de primavera, i el fruit va madurant al llarg de l'estiu i a la tardor. L’oliva té forma de drupa, esfèrica o el·líptica i consta d'una closca (o pinyol) que inclou la llavor. Com que té closca, l'oliva és considerada un "fruit de pedra". No obstant això, a diferència d'altres fruites de pedra, com ara el préssecs o les cireres, les olives no es poden menjar crues, ja que és una fruita massa amarga per consumir-la sense ser processada. Aquesta amargor és deguda a la presència d'oleuropeïna, un polifenol natural d'aquest fruit.

## Història

### Origen de l'oliva
L’olivera es troba entre els arbres conreats més antics del món. En el passat, era el símbol de l'amistat i la pau entre les nacions.
Des de l'antiguitat s'ha fet ús de les olives. Les proves fòssils indiquen que l’olivera va tenir els seus orígens fa uns 20-40 milions d’anys en l'Oligocè, en el que actualment correspon a Itàlia i la conca del Mediterrani oriental, i estudis recents han confirmat que es va conrear per primera vegada fa sis mil anys a la mateixa regió mediterrània. Des del principi de l'edat del bronze (3150 al 1200 aC) fins avui en dia s'ha consumit l’oliva de taula, durant uns 5.000-6.000 anys. Amb el temps els arqueòlegs han anat evidenciant el seu ús a partir de llavors, fragments de molins i premses d'olives. Es creu que l'olivera era conreada pels agricultors al voltant de Síria i Turquia, i posteriorment, des d'allà es va anar estenent a tot el Mediterrani per Israel, el Líban, Itàlia, Grècia i Espanya, on es va desenvolupar el cultiu de l’olivera per després portar-la al nord d'Àfrica. Altres creuen que l’arbre es va originar a l’Àfrica, ja que els antics egipcis solien practicar el cultiu de les oliveres.

Mapa de la distribució de lOlea europaea.

A l'inici, les olives s'utilitzaven exclusivament pel seu oli, ja que no es coneixia cap mètode per fer comestible la fruita amarga. Per altra banda, de l'oliva sí que se'n feia un ús amb finalitats cosmètiques, medicinals i culinàries. Van ser els romans els que van trobar la manera de fer que les olives fossin comestibles. Originalment, per fer-les menys amargues es remullaven en aigua diverses vegades durant mesos. Més tard, es va millorar la tècnica remullant-les en aigua salada i, finalment, els romans van aconseguir augmentar el temps de curat de les olives afegint lleixiu, i d'aquesta manera, eliminar l'amargor de les olives.
Al segle xvi, els colons van portar les oliveres des d'Espanya al Perú, Xile i Argentina, i els cultius es van estendre per la costa de l'oceà Pacífic de l'Amèrica del Sud, on el clima era similar al Mediterrani. Des d'allà, el fruit va emigrar cap al nord, i es va establir a Califòrnia al segle xviii. A la costa oest les olives van prosperar, però els intents de conrear oliveres a la part oriental dels Estats Units va ser un fracàs en diverses ocasions. El 2016, més del 95% de les oliveres cultivades als Estats Units provenien de Califòrnia. Al Japó, la primera plantació amb èxit d'oliveres es va produir el 1908 a l'illa de Shodo.

### Història de l'oliva a Catalunya[12]
Un dels països del Mediterrani més potents en la producció d'oliva i del seu oli és Catalunya, gràcies a les seves condicions climàtiques, tot i que aquestes condicions també dificulten el manteniment dels nivells de cultiu del producte. L'Estat espanyol és responsable de produir i distribuir el 18% de les olives arreu del món, i aproximadament el 70% del mercat europeu. Hi ha 300 empreses que es dediquen a aquest sector, les quals generen aproximadament 500 milions d'euros exportant anualment unes 360.000 tones del producte.
Hi ha diverses varietats d'oliva per tot el territori espanyol, de les quals les més comunes són la sevillana i la mançanilla. Altres menys habituals que també es poden trobar són l’aragonesa (o empeltre), la cornicabra, la farga, la blanqueta, la piqual i l'arbequina. Aquesta última és la més característica de Catalunya. Originalment, l'arbequina es conrea a Tarragona i Lleida, i també a una part d'Aragó, i amb el temps s'ha anat estenent per tot l’Estat espanyol. El nom d'aquesta varietat prové del municipi lleidatà d'Arbeca i d'aquest fruit se'n fa l'extracció de l’oli d’arbequina, molt preuat al territori.
La variabilitat de la producció anual de l'oliva i les vendes de l'oli que es pot obtenir d'aquestes influeix molt en el preu de l'oliva. Actualment, el preu d'un pot de les varietats sevillana i mançanilla es troba entre 3 i 9 euros/kg.
| Oliva verda | Oliva verda                                                                             |
| Valor nutricional mitjà per cada 100 g | Valor nutricional mitjà per cada 100 g                                                  |
| --- | --------------------------------------------------------------------------------------- |
| Energia | 609 kJ                                                                                  |
| Valor calòric | 146 kcal                                                                                |
| Carbohidrats - Sucres - Fibra | 3.84 g 0.54 g 3.3 g                                                                     |
| Greix - Saturat - Monoinsaturat - Poliinsaturat                                                                                               | 15.32 g 2.03 g 11.31 g 1.307 g                                                          |
| Proteïna | 1.03 g                                                                                  |
| Vitamines - Vitamina A - Vitamina E - Colina                                                                                                  | Quantitat (% DV) 20 μg (3%) 3.81 mg (25%) 14.2 mg (3%)                                  |
| Minerals - Calci - Ferro - Magnesi - Fòsfor - Sodi - Potassi                                                                                  | Quantitat (% DV) 52 mg (5%) 0.49 mg (4%) 11 mg (3%) 4 mg (1%) 42 mg (1%) 1556 mg (104%) |
| Aigua | 75.3 g                                                                                  |
| Link complet a USDA Database entry Arxivat 2019-04-03 a Wayback Machine.                                                                      |                                                                                         |
| Unitats μg = micrograms • mg = mil·ligrams IU = Unitats internacionals                                                                        |                                                                                         |
| †PEls percentatges són aproximats usant recomanacions dels EUA per adults. Font: USDA Nutrient Database Arxivat 2019-04-03 a Wayback Machine. |                                                                                         |

## Característiques de l'oliva
Les característiques organolèptiques de qualsevol producte alimentari abasten tres percepcions sensorials; l’aroma, el gust i la textura, a més de l'aparença del producte. Les olives de taula es caracteritzen per la forma i la mida del fruit, la relació entre la carn i la closca, la fermesa de la carn i el gruix de pell, la mida i forma de la closca, i el gust del producte final. Per l'elaboració d'olives de taula s’utilitzen varietats amb una mida gran del fruit. El temps de recol·lecció dels conreus depèn del tipus del producte final i de les condicions climàtiques.

### Característiques fisicoquímiques
A l'inici, quan les olives comencen a formar-se per primer cop a l’olivera, no contenen oli, només una barreja d'àcid i sucre. A mesura que el fruit va madurant, aquests dos components es converteixen en oli, i al mateix temps va canviant de color; de verd pàl·lid, passant per rosa i violeta, i finalment negre.
El fruit d’oliva es pot separar en tres parts anatòmiques diferents: epicarpi (pell que conté estomes), mesocarpi (polpa o part carnosa comestible del fruit) i endocarpi (closca) que conté la llavor; cada un d'aquests tres components segueixen períodes de creixement característics.

#### Epicarpi
És el teixit protector de la drupa. La pell està coberta per una capa de cera, és verda durant les primeres etapes del desenvolupament a causa de la clorofil·la, i posteriorment canvia a groc palla, rosa, morat i negre. Aquest canvi de color es deu a diferents concentracions de clorofil·la, carotenoides i antocianines. L'epicarpi és important per minimitzar els danys mecànics i els atacs de plagues. A més, és impermeable a l'aigua, fet que afecta el processament de les olives de taula.

#### Mesocarpi
Forma la part més important de l’oliva, ja que és la porció comestible i comprèn el 70–80% del fruit sencer. El contingut d’aigua de la carn consta del 70-75% del seu pes i el contingut d’oli varia entre el 14 i el 15% en les olives de taula verdes i fins al 30% en les olives madures negres. Les olives de taula han de tenir un baix contingut d’oli. Tanmateix, en certs tipus d’olives negres la biosíntesi de lípids resulta en un contingut d’oli mitjà o alt.
Les olives contenen àcids oxàlics, succínics, màlics i cítrics i nivells elevats d'àcids grassos lliures. A més, presenta sucres com glucosa, fructosa, sacarosa i mannitol (de 3,5 a 6% de la carn total), i aquest contingut de sucre disminueix amb la maduració. El contingut de proteïnes es troba entre l'1,5 i el 2,2% del fruit en pes, que fonamenten les cèl·lules i afecten la textura de la carn de l'oliva. Durant el processament, aquestes proteïnes són hidrolitzades per enzims i la textura del fruit es torna més suau.

#### Endocarpi
L'endocarpi representa entre el 10 i el 27% de l'oliva en pes. La llavor consisteix en el 2-4% d'aquest pes, conté un 22–27% d’oli i la closca és un 1%. Algunes característiques importants de l'endocarpi inclouen la mida, el pes i la facilitat de separació (closca aferrada o lliure).

### Valor nutricional
Les olives en fase de recol·lecció consten d'aproximadament 75% d'aigua, 12-25% d’oli, amb la resta de sucres (2-3%), fibra, àcids orgànics, vitamines i minerals.
Cent grams d’olives verdes curades aporten 146 calories. Moltes varietats d'oliva són bones fonts de vitamina E (25% del valor diari, DV) i contenen alts nivells de sodi (104% DV) a causa del procés de curació, que pot arribar a ser perjudicial. Altres nutrients presents són ferro i coure. Les olives verdes són el 75% d’aigua, el 15% de greix, el 4% de carbohidrats i l’1% de proteïnes. Tot i que l'oliva conté una quantitat elevada de greix, la major part d’aquest greix està monoinsaturat. Les dietes altes en greixos monoinsaturats tenen un menor risc d'obesitat, càncer i malalties cardiovasculars.
El contingut d'oli en el fruit de l'oliva és del 12-30%, segons la varietat, i es conserven en gran manera els valors nutricionals de l'oli d'oliva gràcies al fet que conté antioxidants i alts nivells d'àcid oleic. Un dels compostos més típics en l'oliva són els polifenols, que varien durant la maduració del fruit, tot i que es troben en més quantitat en l'oliva verda que en la negra. Aquests polifenols contribueixen al color, sabor i textura, millorant l'estabilitat autooxidativa i termooxidativa de l'oli. Mesurat pel mètode Folin, és de 117 mg/100 g en olives negres i 161 mg/100 g en olives verdes, enfront de 21 i 55 mg/100 g en olis verges i verges extra, respectivament. Els principals polifenols són tirosols, àcids fenòlics i flavonols, però a diferència de les olives, l'oli d'oliva no conté antocianines (en olives negres, responsables del seu color) ni flavonols. El contingut d'oleuropeïna present en les olives en fase de creixement, disminueix a mesura que el fruit madura, per tant, les olives negres són menys amargues que les verdes. Aquest component té potents propietats antioxidants i antiinflamatòries i millora la producció d’òxid nítric (NO) en macròfags, que es considera beneficiosa en la protecció cel·lular.

## Collita de l'oliva
Les olives maduren després dels mesos d'estiu, és quan comença el procés de lipogènesi, és a dir la producció d'oli en l'oliva. Cal tenir en compte que cada collita és diferent d'un any per l'altre i poden haver-hi variacions. La temporada de recol·lecció està determinada segons la producció de la collita, la varietat de l'oliva, el tipus de terreny, el clima, etc.
Les olives de taula són les primeres a collir-se, aproximadament entre mitjans de setembre fins a octubre-novembre. Les olives destinades a la producció d'oli es comencen a recollir al novembre fins al gener.
La recol·lecció depèn del tipus de plantació de l'olivar que pot ser tradicional o intensiu. Si la plantació és intensiva, el terreny de cultiu és relativament pla i amb una superfície gran. Es busca la màxima automatització del procés. Per aquesta raó s'utilitza maquinària especial que vibra i recol·lecta a l'hora. Permet la reducció de la mà d'obra, ja que pot ser operada per una sola persona. La majoria d'olivars tenen plantacions tradicional, molts dels terrenys presenten desnivells i pendents que dificulten l'automatització del procés. A més molts olivars són antics i contenen oliveres velles amb el tronc gruixut que dificulten el mètode de la vibració per a recollir l'oliva.
Entre els processos de recol·lecció tradicional més habituals trobem: munyida, batuda, vibració i recollida de terra.

### Munyida

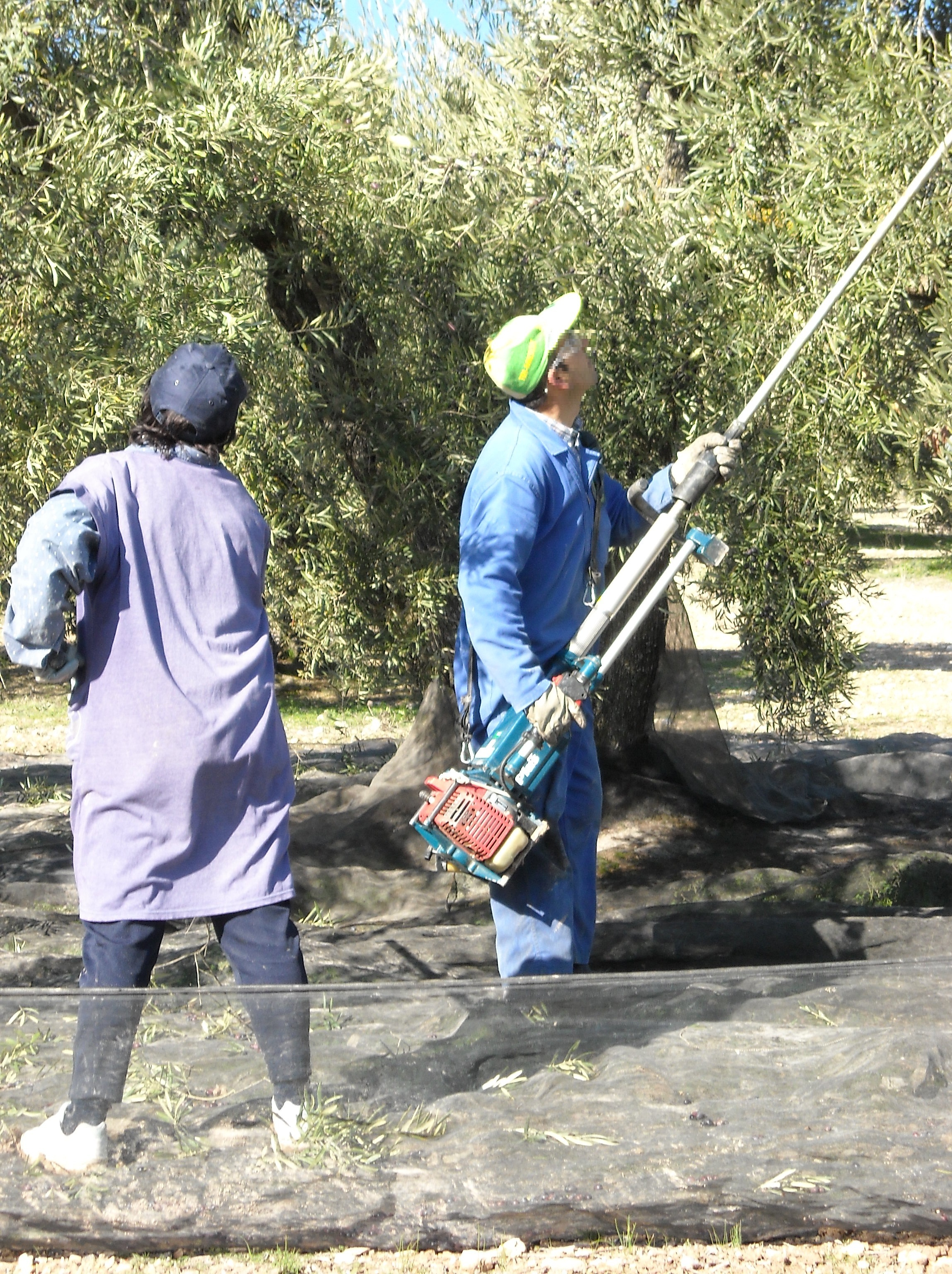
Agricultors collint l'oliva

És el mètode més tradicional i s'utilitza sobretot per la recollida d'olives de taula perquè el fruit no es malmet. Consisteix a recollir l'oliva de forma manual, per arribar a les branques més altes s'utilitzen escales.
És una tècnica molt costosa que implica la utilització de gran quantitat de mà d'obra.

### Batuda
És la tècnica més estesa gràcies a la seva alta productivitat. Consisteix a donar cops i agitar amb una vara de longitud variable per fer caure les olives. Sota dels olivers es posen unes lones per recollir-les.
Amb aquest mètode l'olivera perd gran quantitat de fulles i branques. Es considera que aquesta pràctica accentua l'alternança de la producció (un any es produirà molt i a l'altre poc).
Per intentar evitar el màxim de dany possible s'ha de colpejar de forma lateral i cap a baix.

### Vibració
Antigament, la vibració es feia de forma manual en sacsejar l'olivera però actualment es fa de forma mecànica amb vibradors autopropulsats, pinces vibradores acoblades a un tractor o amb vibradores motoritzades de mà.

### Recollida de terra
Consisteix a recollir les olives que han caigut a terra de manera natural perquè ja estaven madures.
És molt important que el sòl al voltant de les oliveres sigui pla perquè no marxin rodolant. També cal tenir en compte que en caure a terra l'oliva es barreja amb pols, pedres i sorra que la poden fer malbé. Addicionalment, caldrà un procés de separació de totes aquestes impureses. En general l'oliva recollida del terra generarà un oli de pitjor qualitat.

## Aplicacions i processament

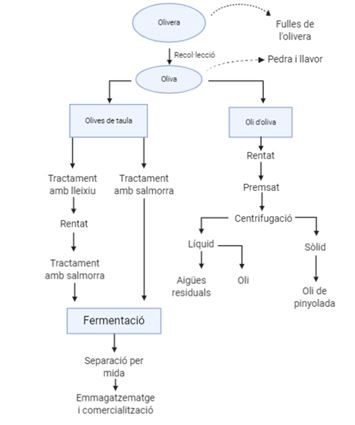
Esquema del processament de l'oliva i l'obtenció de productes i subproductes.

Generalment, les olives es processen amb un dels dos propòsits: crear oli d’oliva o fer olives de taula. La majoria de les olives es cullen i es pressionen en oli d’oliva, que s’utilitza arreu del món per cuinar i altres finalitats. Quantitats més petites d’olives es processen en olives de taula. Aquestes últimes han estat fermentades, escabetxades en salmorra o amb sal o oli per fer-les comestibles.

## Olives de taula
Les olives de taula són el producte vegetal fermentat més important i popular en la indústria alimentaria mediterrània, especialment a Espanya, Itàlia, Grècia, Turquia, Egipte i Marroc. Aquestes no s'utilitzen per a la producció d'oli d'oliva, es consumeixen com un aliment. Es considera que una oliva de taula he de tenir una mida mitjana (de 3 a 5g), el pinyol ha de poder-se treure amb facilitat de la resta del fruit i s’accepta una ràtio de carn: pinyol de 5:1, en general com més gran sigui aquesta ràtio, més valor comercial té l’oliva. També és important que tingui una forma esfèrica. Finalment, la pell hauria de ser fina, però amb certa elasticitat i resistència als productes utilitzats en el processament.
Són un aliment fermentat molt tradicional, gràcies a l'elevat contingut de grasses monosaturades i compostos fenòlics amb funció antioxidant pel consum humà. La seva obtenció industrial prové d’una combinació de salat, fermentació i acidificació. El procés de fermentació es duu a terme per bacteris homo i hetero fermentatius de l’àcid làctic i també llevats. Les dues preparacions comercials més importants en les olives de taula són:
- Olives tractades amb lleixiu: és el mètode que es duu a terme a Espanya i l’amargor s’elimina afegint lleixiu, a continuació es renten bé amb aigua per eliminar la solució alcalina per complet i es posen en una solució de salmorra on es durà a terme la fermentació que pot durar des de 3 fins a 7 mesos. Finalment, les olives s’empaqueten en salmorra acidificada i es venen. Els bacteris que duen a terme la fermentació són bacteris del gènere Lactobacillus, Leuconostoc i Pediococcus spp.[23]
- Olives tractades directament amb salmorra: és el mètode que es duu a terme a Grècia on les olives es posen en contacte directament amb salmorra i una concentració de sal. S’elimina l’amargor gràcies a les activitats enzimàtiques que es duen a terme. La fermentació dura entre 8-12 mesos i es duu a terme bàsicament per bacteris de l’àcid làctic i llevats, com per exemple Lactobacillus plantarum i Lactobacillus pentosus.[23]

La producció de les olives de taula encara es duu a terme en molts països de forma artesanal, sense l’addició de microorganismes que facilitin i millorin el procés com en el cas de la producció industrial. La producció d’olives és un camp atractiu que està en augment per a les indústries alimentàries, ja que abarateix els costos, l'energia, els temps de fermentació són més curts, es pot tenir un millor control contra contaminació del producte i això fa que sigui més segur pel consumidor.

### Classificació
- Olives verdes: es cullen quan el fruit ha arribat a una mida normal però encara no ha començat a canviar el color. Tenen tonalitats groguenques i verdoses. El fruit just ha començat a canviar la consistència però encara hauria de ser bastant ferm.[22]
- Olives semi madures: són collides quan comencen a canviar de color. No estan madures completament, la carn del fruit encara és bastant ferma i la formació d'oli no ha finalitzat.[22] Presenten diverses tonalitats de colors rosats, castanys o violeta.[24]
- Olives madures o negres: es cullen quan el fruit està gairebé madur.[22] Algunes olives negres no són madures però han adquirit aquesta tonalitat negra a causa d'un tractament d'oxidació posterior amb gluconat de ferro que fixa el color.[25]

### Varietats majoritàries

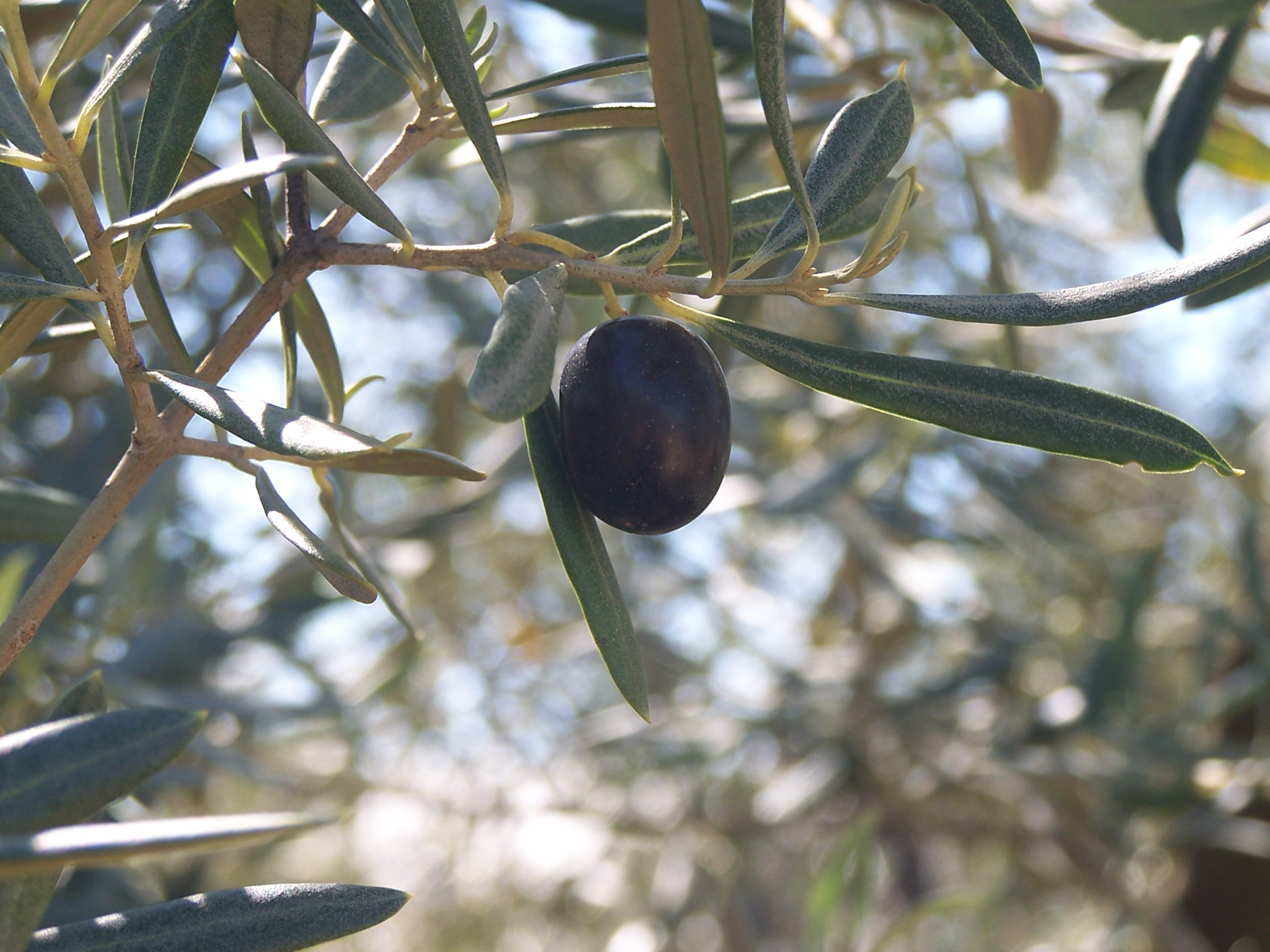
Oliva hojiblanca

Les varietats principals d'olives de taula són manzanilla, hojiblanca i gordal sevillana.

#### Manzanilla
És considerada com l'oliva de taula més popular del món, representa entre el 60 i el 80% de la quantitat d'olives verdes de taula en països mediterranis i a Califòrnia. Té un fruit de mida mitjana (4.8g, 200-280 fruits/kg) i una ràtio polpa/drupa de 8.2:1. L'oliva té una forma oval amb la pell gruixuda i bona textura. Pot utilitzar-se tant com a oliva de taula com per a la producció d'oli.
Quan el fruit està madur presenta un color negre amb tonalitats violetes, però a Espanya s'acostuma a preparar quan el fruit encara té color verd.
És una varietat de cultiu difícil de mecanitzar-ne la recol·lecció, el fruit queda marcat amb facilitat quan rep un cop.

#### Hojiblanca

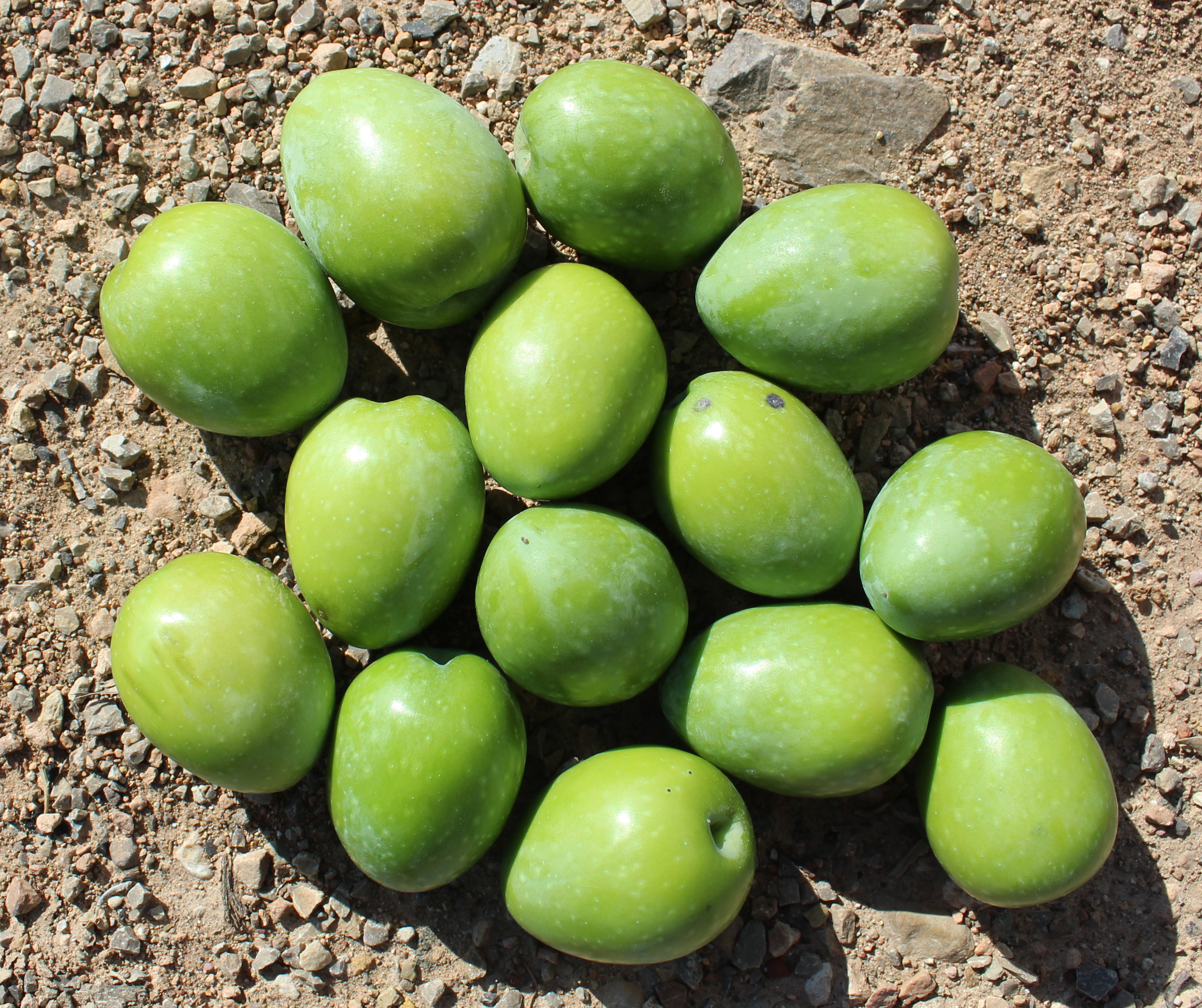
Oliva gordal

Tot i no ser la varietat amb el valor organolèptic major és molt atractiva, ja que es pot recol·lectar mecànicament sense que el fruit pateixi grans desperfectes. El fruit té un pes de 4.8 grams i la polpa no se separa fàcilment del pinyol.

#### Gordal sevillana
És la segona varietat més popular després de manzanilla. Tot i que el cultiu és menys productiu que la varietat manzanilla genera fruits molt grans que van de 12 a 14 grams (80-200 fruits/kg) i tenen forma de cor. Quan està immadur el fruit és de color verd poc intens amb línies fines i petits punts blancs. Adquireix tonalitats negres i violetes a mesura que madura.
La pell és fina i la polpa no se separa fàcilment del pinyol. Presenta una ràtio polpa/drupa de 7.3: 1 i té un contingut d'oli del 14%.

### Varietats a Catalunya

#### Arbequina
Es considera una de les millors varietats del món, tant per la producció com per la qualitat de l'oli. El rendiment en oli de les quals és del 17,2 al 19,5%. Les olives són de mida molt petita, de forma oval i simètrica, pell molt fina, i d’un negre brillant quan ja són madures. És una varietat rústica, resistent a les gelades i s'adapta a diferents condicions de sòl i clima. És molt productiva i el temps de maduració és mitjà, a partir de la primera quinzena de novembre. Com que el fruit és de mida petita, la collita és costosa, encara que el rendiment si es fa recol·lecta manual és molt més elevat que en altres varietats catalanes.

#### Empeltre
Varietat d'origen molt antic. La seva maduració és primerenca, durant la primera quinzena de novembre. Els fruits són de mida mitjana i el peduncle és molt llarg. Són poc visibles, ja que queden a l'interior de la copa de l'arbre, i arriben a tenir un color negre intens en la maduració.

## Conservació
Totes les olives de taula es conserven en una solució de salmorra que generalment conté conservants (benzoat de sodi o sorbat de potassi) per evitar el creixement de microorganismes en la superfície del líquid. Per regular el pH s'afegeixen àcids orgànics (àcid làctic, àcid cítric o àcid acètic).

## Oli d'oliva
L’oliva s’utilitza principalment per la producció d'oli d'oliva, és un ingredient bàsic en els països mediterranis. Durant el procés de la producció de l’oli, s’obtenen certs subproductes que tenen una elevada activitat antioxidant, àcids grassos i minerals. La reutilització d’aquests compostos pot suposar un avantatge econòmic, ja que un dels camps on es pot utilitzar com a ingredient principal és en el de cosmètica per la cura de la pell.
La producció de l’oli d’oliva es duu a terme en diferents processos d’extracció en els quals se separa l’oli d'altres components residuals. Aquests processos són pressió, centrifugació i filtració.
El procés de pressió és el que s’ha utilitzat durant tota l’antiguitat i encara s’utilitza. Es duia a terme amb una premsa hidràulica que s’ha anat millorant amb les dècades. La pasta d’oliva que s’obté es col·loca en diafragmes i a continuació en unitats mòbils (com carros), aquesta unitat mòbil amb la càrrega de la pasta es col·loca sota una pressió hidràulica i finalment les fases líquides (oli i aigua) se separen de la pasta.
El procés de centrifugació és relativament nou i es basa en la separació per diferència de densitats entre els constituents de la pasta d’oliva (oli, aigua, sòlids insolubles). Després de triturar les olives, l’oli s’obté lliure o en microgels o emulsionat en la fase aquosa. L’oli lliure se centrifuga, mentre que l’oli en microgels o emulsionat s’allibera afegint aigua. Els avantatges de la centrifugació són:
- Es necessita menys mà d’obra, ja que el procés és en continu i automatitzat.
- S’usen materials d’acer inoxidable, per tant, s’evita la contaminació del producte.
- Com que no s’usen diafragmes, el risc de contaminació també disminueix.
- Major rendiment ja que recuperem la quantitat més gran d’oli.

Alguns desavantatges són la demanda d’aigua i energia, l'elevat contingut d’humitat i l'elevada producció de subproductes en forma d’aigües residuals.

El procés de filtració selectiva, també anomenat Sinolea, si es combina amb la centrifugació, augmenta l'efectivitat de separació de l’oli respecte als residus, però augmenta el cost operacional. Aquest mètode es basa en la diferència de tensió interficial de l’oli i l’aigua en contacte amb les plaques de filtre.

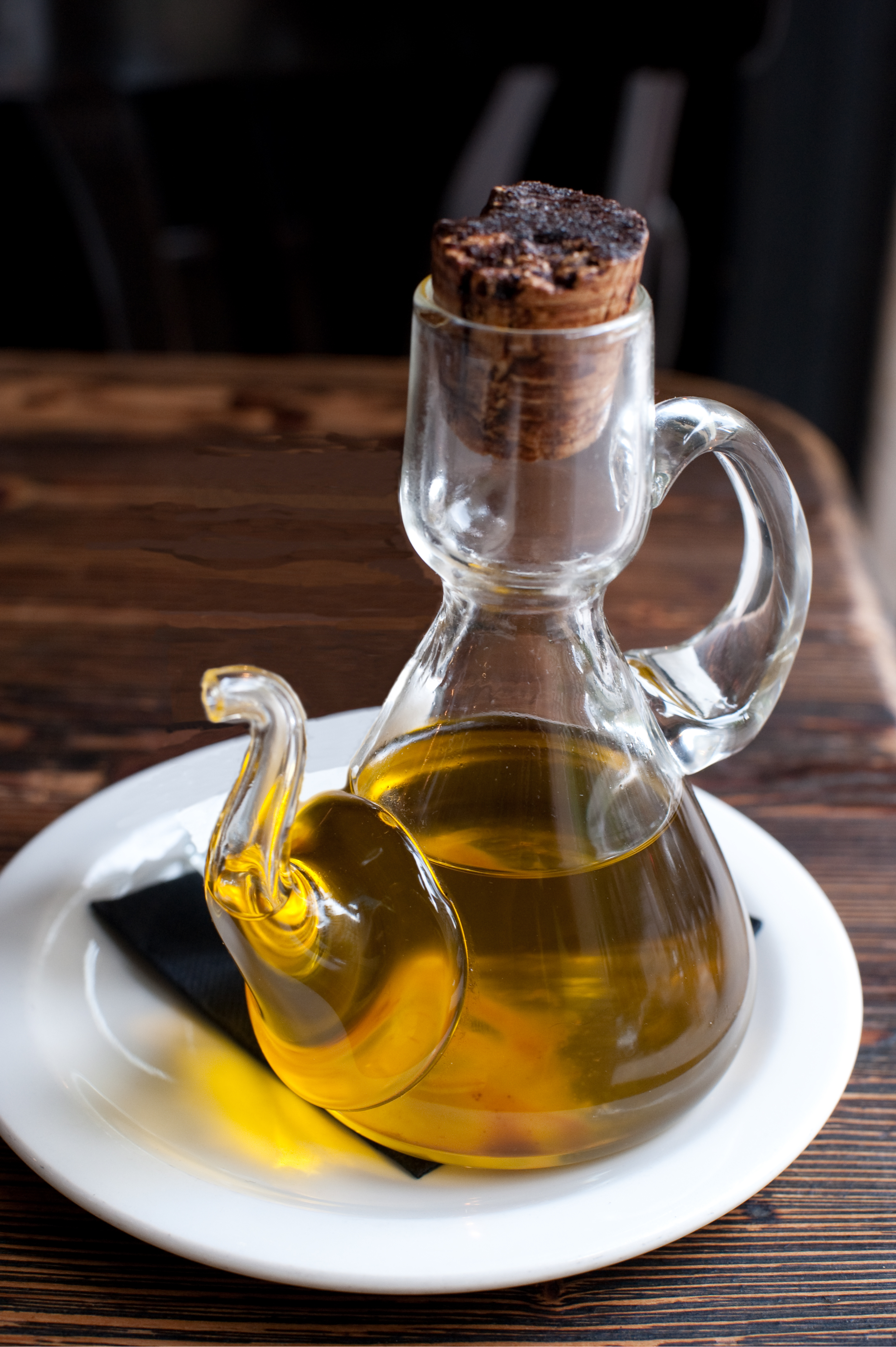
Setrill amb oli d'oliva

Durant la producció de l’oli, es formen diversos subproductes com ara l’oli de pinyolada, les fulles de les olives, les aigües residuals de la producció d’oli d’almàsseres i la pedra de l'oliva i les llavors.
- L'oli de pinyolada és un residu sòlid obtingut durant la premsada o la centrifugació en la producció d’oli d’oliva, consta de trossos de pell, polpa, pedra i gra de l’oliva. Ha de ser refinat i no té sabor, ni aroma, ni color fins que es millora amb olis d’oliva verge comestibles. Es pot comercialitzar de diverses formes, cru on el seu ús final seria la refinació per ús tècnic o humà o refinat i barrejat amb altres olis aptes pel consum.[30]

- Les fulles de les olives s’han utilitzat des de sempre com a preservant i additiu d’aliments, en cosmètica i per la salut. També s’utilitzen per fer infusions. L'oleuropeïna és el compost més abundant en aquestes fulles i juntament amb altres compostos fenòlics s’han estudiat que aporten beneficis en activitats biològiques, com per exemple bons antioxidants o inclús efectes antimicrobians. Així i tot, la seva composició química varia segons les condicions climàtiques, l'edat de l’arbre, el tipus d’agricultura que es duu a terme, la composició del sòl i els mètodes d’anàlisi utilitzats.[31]

- Les aigües residuals de la producció d’oli d’almàsseres representen la fase líquida de residus en la producció de l’oli d’oliva. Conté diversos compostos orgànics com sucres, lípids i pectines. Tot i que tenen efectes nocius pel medi ambient, es poden utilitzar com a element nutritiu pels humans, ja que té efectes positius sobre la salut humana com per exemple, la inhibició de l'oxidació de lipoproteïnes de baixa densitat, l’agregació de les plaquetes, efectes sobre radicals lliures i activitat antimicrobiana. Una de les aplicacions més recents és la dels esprais utilitzant tècniques d’encapsulació.[31]

- La pedra de l’oliva i la llavor són un subproducte ric en hemicel·lulosa, cel·lulosa i lignina així com proteïnes, grasses, sucres, fenols... S’obtenen en la filtració dels residus sòlids en el processament de l’oli. El seu ús principal és la combustió per produir energia i calor. Altres usos que se li atribueixen són com a carbó actiu, producció de furfural, farciment del plàstic, cosmètics, com a biosorbent, alimentació animal i formació de resina. La llavor de l’oliva té un paper molt important en l’aroma i les qualitats químiques de l’oli d’oliva, per tant, és important conèixer els compostos que se'n poden obtenir després del seu processament.[31]

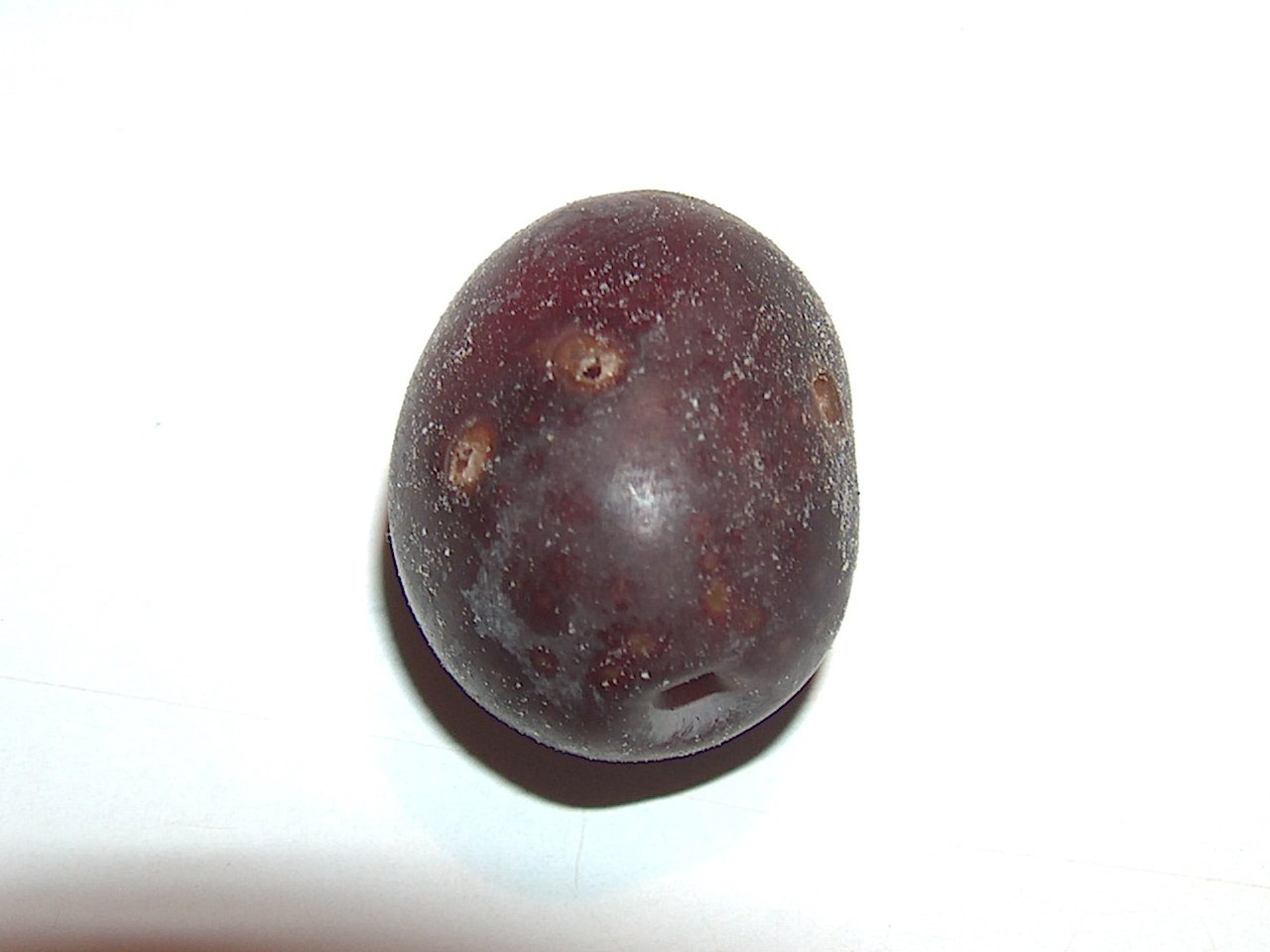
Oliva afectada per la mosca de l'oliva.

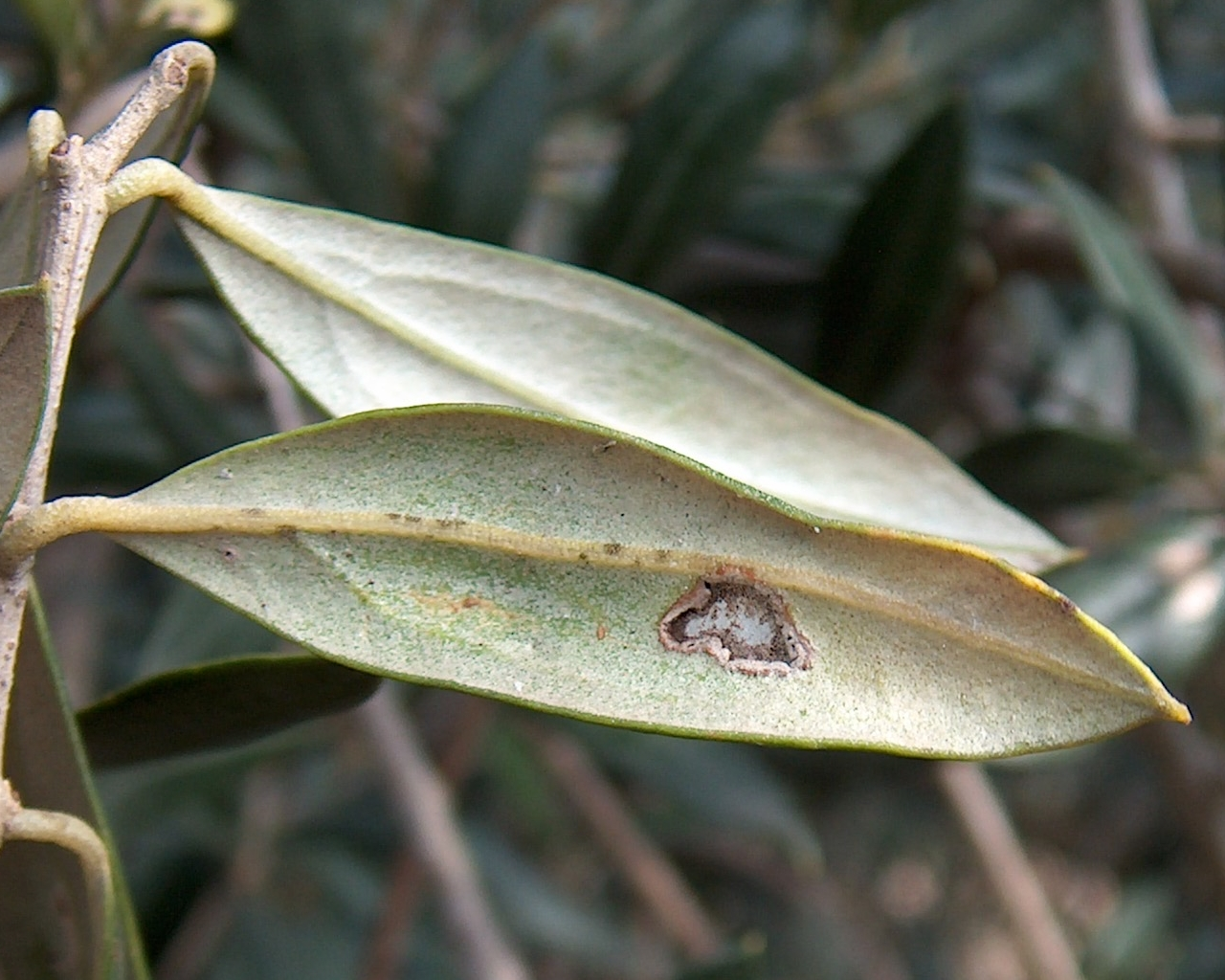
Fulla d'olivera afectada per l'arna d'olivera.

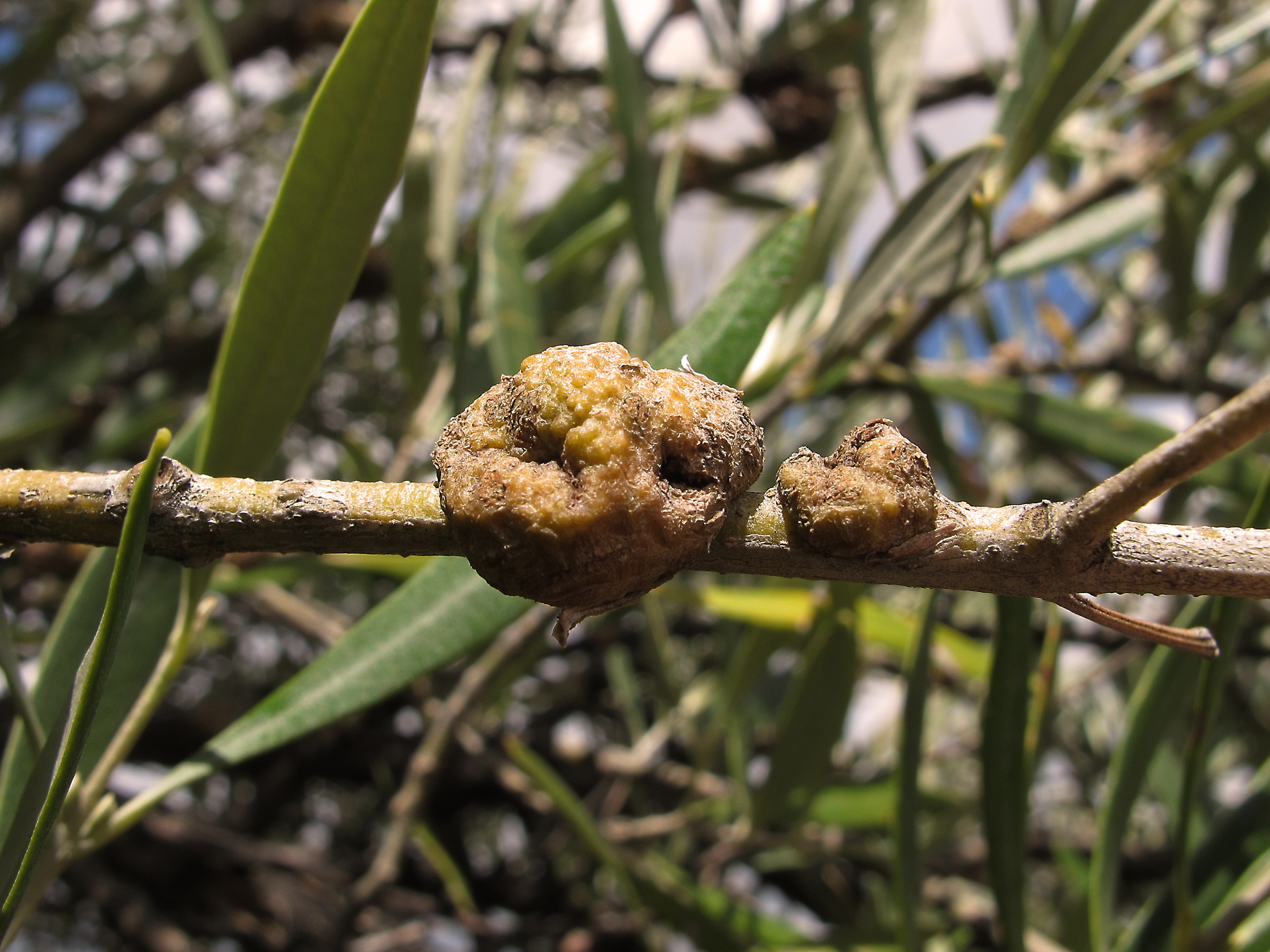
Branca d'olivera afectada per Pseudomonas savastanoi.

## Patologies i plagues
El nombre de malalties de l'olivera ha crescut en els recents anys causant un impacte en la producció i la qualitat de les olives, determinant així els cultius. La majoria de les plagues són causades per insectes, bacteris, virus i fongs.
Hi ha tres plagues principals de les oliveres causades per insectes:
- La mosca de l’oliva, Bactrocera oleae, és la principal afectació en les regions del Mediterrani i Califòrnia. Aquest insecte produeix centenars d’ous durant el seu cicle vital i les larves s’alimenten del fruit del mesocarp disminuint-ne la qualitat i danyant-lo.
- L'arna d’olivera, Prays oleae, és una plaga estesa per tota la regió del Mediterrani. Depenent del cicle vital del patogen, les larves ataquen a les flors, les fulles i al calze del fruit per on podran accedir a l'endocarp i deshidratar-lo produint una disminució de la qualitat de l’oli.
- La caparreta negra de l’olivera (black scale), Saissetia oleae, ataca excretant una gran quantitat de melassa que podrà ser colonitzada per fongs cobrint les fulles.

Altres malalties de les olives associades a bacteris són:
- Síndrome de la davallada ràpida de l'oliva produït per Xylella fastidiosa, un bacteri gramnegatiu que creix exclusivament al xilema de les plantes i causa danys a l’olivera multiplicant-se a l’interior dels vasos obturant el flux de la saba bruta. És una plaga estesa per Europa sobretot a Itàlia, però principalment al continent americà. Els símptomes corresponen al d'estrès hídric. La propagació del bacteri es duu a terme a través d’insectes vectors i xucladors que s’alimenten en el xilema.

- La tuberculosi de l’olivera és una malaltia produïda pel bacteri Pseudomonas savastanoi que causa la formació de tumors al tronc, branques, arrels, fulles i sobretot als teixits joves.

La malaltia fúngica principal en l'olivera és la verticilosi, causada pel fong Verticillium dahliae. És una malaltia difícil de combatre i àmpliament estesa en regions mediterrànies, concretament al sud d’Espanya a Andalusia. S’infecta l'olivera des de les arrels i, un cop a l’interior de la planta, el miceli del fong s’estén pel sistema vascular taponant-lo. L'ull de gall de l’olivera és una malaltia provocada pel fong Fusicladium oleagineum. Es produeixen taques fosques amb un halos groc que es distribueix per les fulles.
Alguns virus també poden afectar negativament a la planta, provocant deformacions i decoloracions en els fruits i les fulles. Afecten el rendiment i la qualitat de l’oli.

## Aspectes biotecnològics del cultiu d'oliva
Actualment, el cultiu de l'oliva està molt estès pels països del Mediterrani i augmenta amb la migració de la població. Pel que fa a la comunitat biotecnològica, ha de fer front a diversos aspectes com ara la identificació i la millora dels cultius, la regeneració i maduració, la tolerància a l'estrès climàtic, la mida de les plantes, la resistència a plagues i patologies, la tolerància a la sal i l’aigua.
La identificació i la millora dels cultius: actualment la producció més utilitzada, sobretot a Espanya, és el monocultiu amb característiques excel·lents de l’oliva. Pel que respecta a la propagació in vitro, hi ha uns tipus d’olives que és difícil cultivar-les in vitro, a causa de factors com la raó C:N (carboni-nitrogen) que afecten les arrels. Aquest fet es pot solucionar utilitzant plantes transgèniques amb un gen (rolB d’Agrobacterium rhizogenes) que permet arrelar les plantes.
La tolerància a l'estrès abiòtic com ara al fred i l’ozó és un aspecte d’interès, ja que els canvis climàtics provoquen danys als cultius. La majoria d’oliveres resisteixen temperatures més baixes de -12 °C pels mecanismes de tolerància dels que disposen. La tolerància a la temperatura es pot millorar amb l’ús del gen superòxid dismutasa (SOD) que és responsable de reparar les cèl·lules danyades amb ozó. El gen CBF1 incrementa la tolerància al fred. També hi ha proteïnes crio-protectores molt hidrofíliques que s’indueixen pels gens de regulació del fred i resposta a la deshidratació.
La resistència a l'estrès de l’aigua (sequera) i la sal es relaciona amb proteïna osmotina, amb la qual obtenim cultius resistents a la sequera i la sal, trets característics de grans plantacions d’oliveres.
Per raons estètiques i decoratives, hi ha una gran demanda al mercat d’oliveres de mida petita i forma alterada. S’han de diferenciar, controlar i adaptar els tipus d’oliveres per a conreu i producció o decoració.
Un altre problema és que no totes les oliveres arriben a la maduració del fruit de forma sincronitzada, això provoca problemes en la recol·lecció, per tant, s'introdueixen gens que bloquegen la síntesi d'etilè, retardant així la maduració.
La resistència a les plagues, principalment al Verticillum se centra a aconseguir gens tolerants als diversos microorganismes que afecten el sistema de defensa de l’olivera. Per exemple, gens antifúngics, gens per enzims hidrolítics i gens que inhibeixin la poligalacturonasa. Per resistir infeccions bacterianes s’usen gens que codifiquen polipèptids bactericides com la tionina. La resistència a Prays oleae es duu a terme per la transformació genètica dels cultius amb una toxina que prové de Bacillus thuringiensis.
La qualitat de l’oli també es pot millorar biotecnològicament suprimint l'enzim oleate desaturase involucrat en el contingut d’àcid linoleic en l’oli d’oliva. Amb la supressió del gen, s’augmenta la concentració d’aquest àcid a l’oli millorant-ne la qualitat.

## Producció global
| Posició       | País          | Producció (tones) | Àrea cultivada (hectàrees) | Rendiment (hg/ha) |
| ------------- | ------------- | ----------------- | -------------------------- | ----------------- |
| 1             | Espanya       | 6.549.499         | 2.554.829                  | 25.636            |
| 2             | Itàlia        | 2.576.891         | 1.325.451                  | 19.442            |
| 3             | Grècia        | 2.720.488         | 871.892                    | 31.202            |
| 4             | Turquia       | 2.100.000         | 846.062                    | 24.821            |
| 5             | Marroc        | 1.039.117         | 1.020.569                  | 10.182            |
| 6             | Tunísia       | 896.807           | 1.685.301                  | 5.321             |
| 7             | Síria         | 871.814           | 745.278                    | 11.698            |
| 8             | Egipte        | 927.595           | 81.039                     | 114.463           |
| 9             | Portugal      | 876.215           | 358.276                    | 24.456            |
| 10            | Algèria       | 684.461           | 432.961                    | 15.809            |
| Total mundial | Total mundial | 20.872.788        | 10.804.517                 | 19.319            |